# 里什堡 (伊夫林省)
里什堡（法語：Richebourg，法語發音：[ʁiʃbuʁ] ⓘ）是法国中北部法兰西岛大区伊夫林省的一个市镇，属于芒特拉若利区。 

## 地理
里什堡（48°49'24"N, 1°38'15"E）面积10.55 平方千米，位于法国法蘭西島大區伊夫林省，该省份为法国北部内陆省份，北起瓦兹河谷省，西接厄尔省，西南接厄尔-卢瓦省，东南接埃松省，东临上塞纳省。
与里什堡接壤的市镇（或旧市镇、城区）包括：奥维利耶、巴赞维尔、锡夫里拉福雷、格雷塞、乌当、莫莱特、普吕奈勒唐普勒、塔夸尼耶尔。
里什堡的时区为UTC+01:00、UTC+02:00（夏令时）。

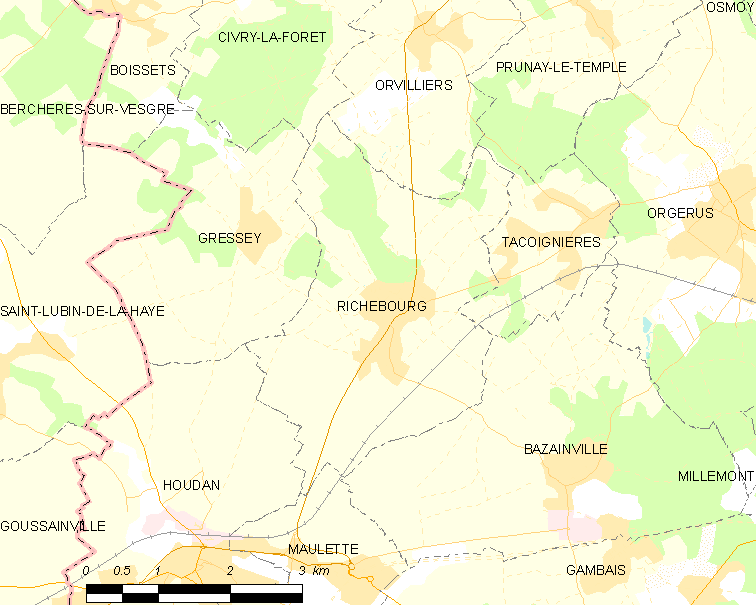
里什堡的OSM定位图

## 行政
里什堡的邮政编码为78550，INSEE市镇编码为78520。

## 政治
里什堡所属的省级选区为塞纳河畔博尼耶尔县。

## 人口

1962-2008年间里什堡人口变化图示

里什堡于2022年1月1日时的人口数量为1571人。